# Cesare Fantacchiotti

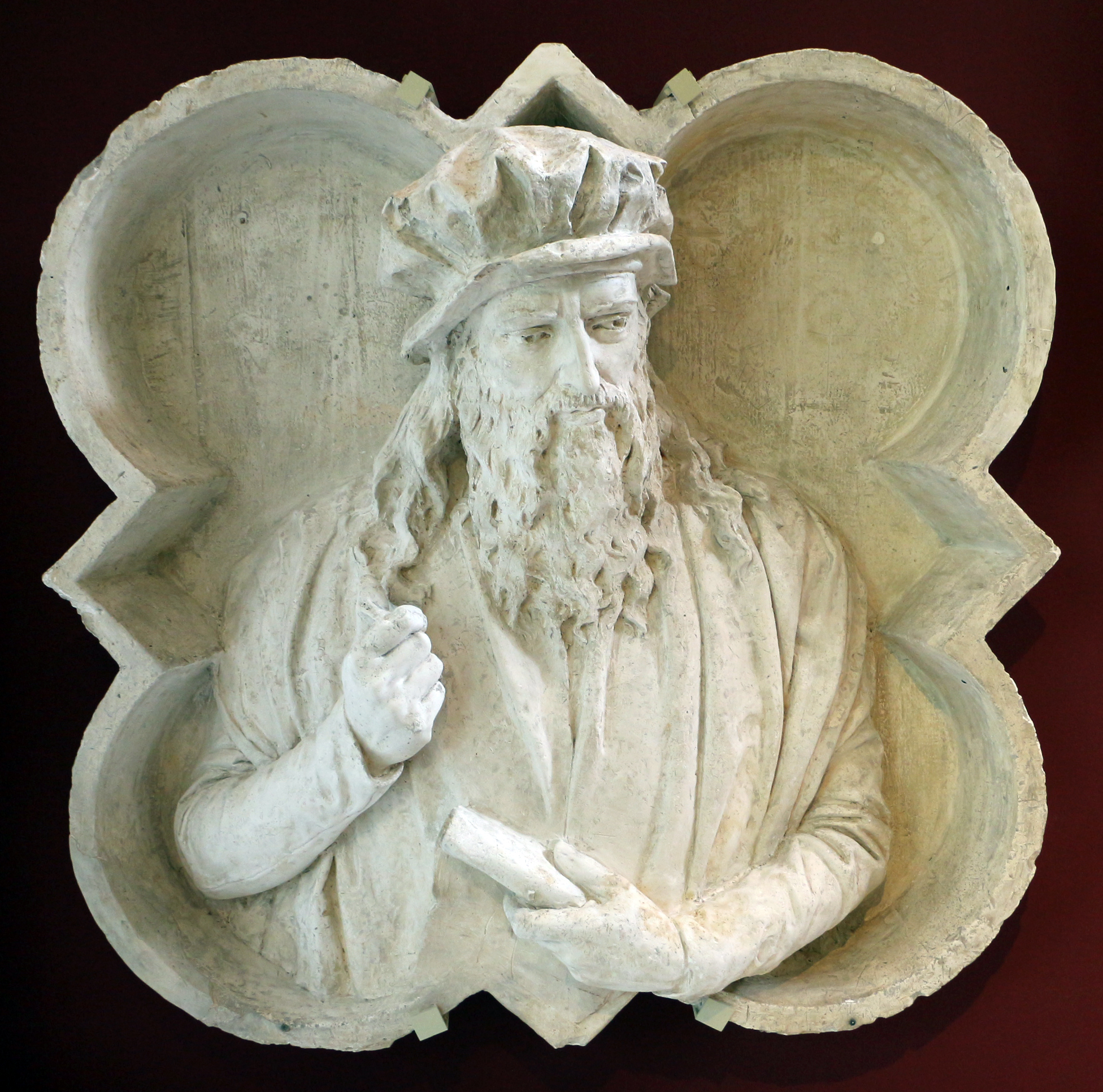
Leonardo a Vinci, gesso preparatorio per la scultura sulla facciata del Duomo di Firenze, Museo dell'Opera del Duomo

Cesare Fantacchiotti (Firenze, 14 dicembre 1844 – Firenze, 6 giugno 1922) è stato uno scultore italiano.

## Biografia

### Formazione
Figlio del rinomato scultore Odoardo Fantacchiotti e di Paolina Galli, si formò alla bottega del padre, senza frequentare l'Accademia di Belle Arti. Le sue prime opere sono improntate al gusto purista e classicista del padre e contano, oltre ad alcune prove perdute ma ricordate in fonti e cataloghi, un'Orfanella per un brefotrofio di Cincinnati, acquistata da un vescovo protestante statunitense in visita a Firenze assieme a due Angeli del padre, e i busti del padre (scomparso nel 1877) e della madre, destinati alla tomba di famiglia alle Porte Sante, ma poi rimossi.

### Maturità

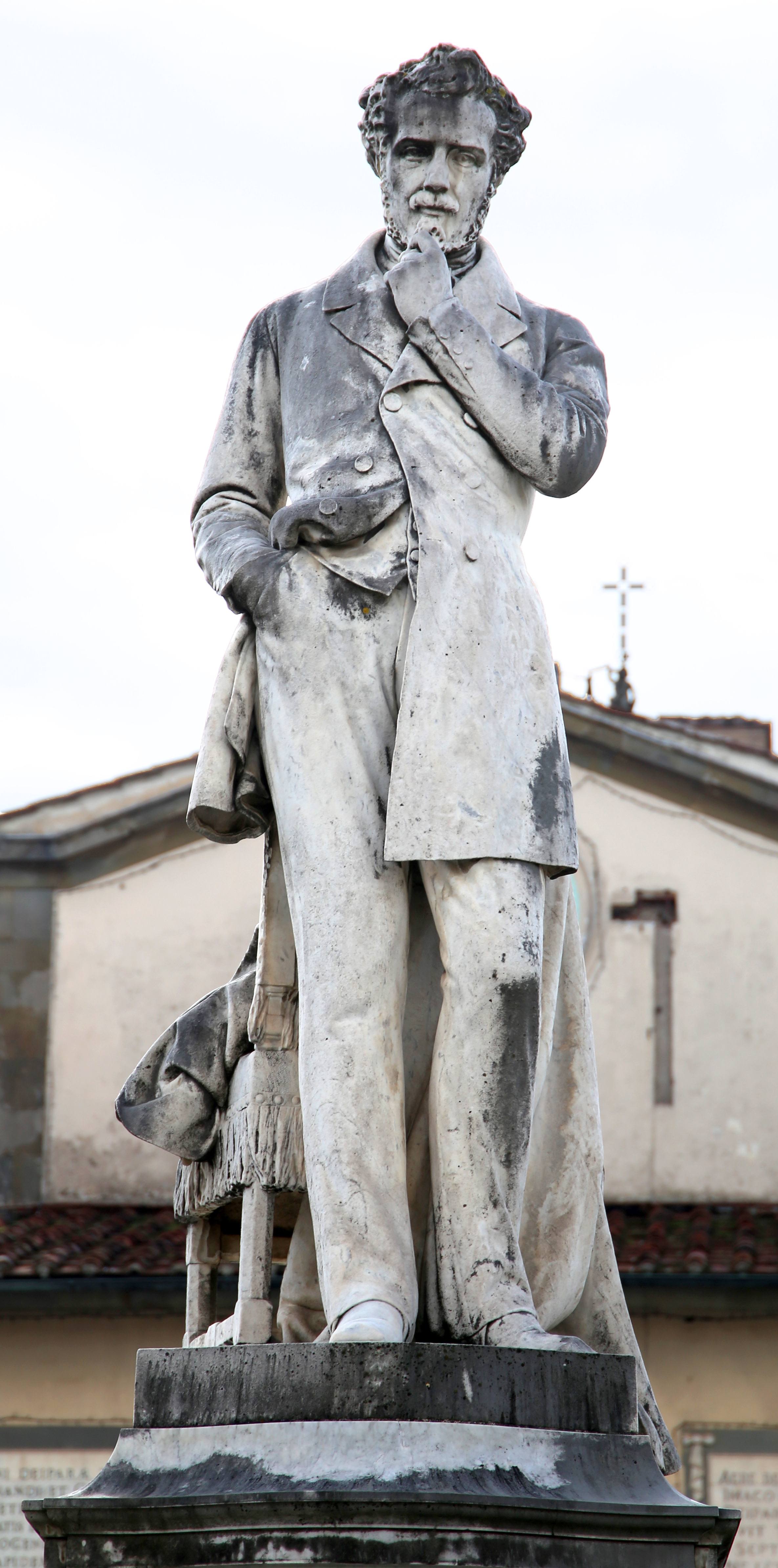
Il monumento a Giuseppe Giusti, Monsummano Terme

Ereditò dunque l'avviato atelier paterno in via Panicale a Firenze avviandosi, nel corso di quel decennio, a uno stile più verista, incoraggiato anche dalle frequentazioni con il gruppo dei Macchiaioli, in particolare Telemaco Signorini, Adriano Cecioni e Diego Martelli. Numerose opere di quel periodo sono in collezioni private o, nelle versioni preparatorie in gesso, presso gli eredi. Una prima opera pubblica fu il Monumento a Giuseppe Giusti per la città natale del poeta, Monsummano Terme, avviato nel 1875, inaugurato il 20 luglio 1879 e ancora in situ.
Negli anni successivi lavorò con successo per una ricca committenza pubblica e privata, anche straniera, grazie alla sua conoscenza della lingua inglese a grazie alla frequentazione di rinomati salotti fiorentini, come quello di Marcellin Desboutin alla villa dell'Ombrellino a Bellosguardo. Gli venivano sovente richiesti busti ritratto, come quelli di Carlo Fenzi (per la direzione delle Ferrovie a Roma, 1881-82), di Antonio Civelli (per lo stabilimento tipografico di cui era proprietario a Milano, 1881-82), di Giuseppe Mantellini (Firenze, cimitero delle Porte Sante), di Silvestro Lega (cimitero di Modigliana, 1895), di Diego Martelli (Firenze, Galleria d'arte moderna, 1899); molti quelli di stranieri di passaggio a Firenze oggi sparsi all'estero. Importante fu la famiglia degli Spence, già committenti del padre, con W. C. Spence che divenne suo mercante d'arte a Londra e per il quale fece il busto e l'angelo per la tomba della sorella Teresina (al cimitero degli Allori). 
Tra le commissioni pubbliche, ci fu quella di alcuni busti di Vittorio Emanuele II per vari municipi italiani, un busto di Garibaldi a Vada (1886), il San Bartolomeo, il Dante Alighieri e il Leonardo da Vinci per la decorazione della facciata del Duomo di Firenze, cinque statue per il campanile della chiesa anglicana fiorentina (oggi chiesa Valdese: santi Giovanni Battista, David re di Scozia, Albano, Agostino vescovo di Canterbury e Stefano). Partecipò ai consorsi per altri monumenti pubblici, senza vincerli, ma riscosse tuttavia particolare successo la sua scultura di Molière (1873-1884), acquistata dalla Galleria nazionale d'arte moderna di Roma (poi all'ex-sede del ministero della marina mercantile, oggi Comando Generale del Corpo delle Capitanerie di Porto) e più volte replicata, così come una statuetta del Savonarola. 
Partecipò a numerose esposizioni d'arte, e dal 1875 Accademico e poi presidente della classe di scultura dell'Accademia delle Arti del Disegno (1908-1913). 
Morì a Firenze il 6 giugno 1922.
In occasione del centenario della morte la stessa Accademia delle Arti del Disegno, unitamente all'Accademia di belle arti di Firenze, hanno promossola mostra artistica e documentaria dedicata allo scultore al Museo di arte contemporanea e del Novecento di Monsummano Terme, con la collaborazione di altre istituzioni collegate al territorio.
Nel 2024 viene pubblicato un volume dedicato a Cesare Fantacchiotti che raccoglie molti saggi riguardanti l'opera dell'artista. Il libro, ricco di immagini, vede le introduzioni di Cristina Acidini e Carlo Sisi, presidenti dell'Accademia delle arti del disegno e dell'Accademia di belle arti di Firenze.

### Eredità
Il suo allievo prediletto fu Donatello Gabbrielli, a cui lasciò lo studio, i modelli in gesso e le statue invendute. Per questo l'archivio e le sculture di padre e figlio Fantacchiotti si trovano oggi presso gli eredi Gabbrielli.